# نوپسرها روفولیپنیس
نوپسرها روفولیپنیس یک گونه سوسک از خانوادهٔ سوسک‌های شاخک‌دراز است. استفان فون برونینگ در سال ۱۹۶۳ این گونه را توصیف و بررسی کرد.[x]
گونه‌جای اصلی آنان کوهستان روونزوری در اوگاندا است.